# Mousta Largo
Pour les articles homonymes, voir Largo.
Mousta Largo est un chanteur et musicien belge, né à Schaerbeek (Bruxelles) en 1968.
De culture belgo-marocaine, il fonde en 1993 le groupe Largo tout en exerçant un emploi de chauffeur de bus à la Société des transports intercommunaux de Bruxelles (STIB) qu’il conservera jusqu’en 1998. Le trio de musique arabo-andalouse qui se produit sur de nombreuses scènes, dont celles des Francofolies de Spa, de La Rochelle et de Montréal, de Forest National à Bruxelles (en première partie de Khaled) ou de l’Olympia à Paris acquiert une renommée internationale.
Le groupe se dissout en 1997 et Mousta Largo continue alors seul sa carrière. Accompagné d'un guitariste flamenco, d'un violoniste arabe et d'un percussionniste, il chante et joue lui-même du luth et de la mandoline.
Il participe à de nombreux duos sur scène, notamment avec Rachid Taha, Khaled, Bernard Lavilliers, Geoffrey Oryema, Les Rita Mitsouko, Adamo, Patrick Bruel et Mamady Keïta.
Il fonde en 1997, l’association Al Andalous qui tente "d’encourager la rencontre et de rendre accessible la culture en milieu fragilisé par l’organisation de stages et d’ateliers artistiques de théâtre, danse et musique, encadrés par des artistes professionnels" selon ses statuts. Une seconde association, La Cantine d'Al Andalous, fondée en 2015, vise à "réduire les inégalités sociales".

## Discographie
- 1995 : Dounia, avec le groupe Largo
- 1999 : Mektoub, premier album solo
- 2000 : Ali Baba et les 40 conteurs, album de contes pour enfants accompagnés de musiques orientales
- 2003 : Argana
- 2016 : D'une rive à l'autre
- 2018 : Shérazade et le rêve inachevé.
- 2019 : Sindibad et le Marchand de sable.